# Курочка (рід птахів)
Курочка (Gallinula) — рід журавлеподібних птахів родини пастушкових (Rallidae). Включає 7 видів.

## Види
- Курочка самоанська (Gallinula pacifica)
- Курочка синьолоба (Gallinula silvestris)
- Курочка тристанська (Gallinula nesiotis)
- Курочка короткокрила (Gallinula comeri)
- Курочка водяна (Gallinula chloropus)
- Курочка латиноамериканська (Gallinula galeata)
- Курочка чорна (Gallinula tenebrosa)